# Glashütte (Wüstung)
Glashütte ist eine Wüstung in der Gemarkung der Gemeinde Weißenborn im Saale-Holzland-Kreis in Thüringen.

## Lage
Der 1952 gesichtete Platz der Glashütte (Wüstung) befindet sich im Wald bei Weißenborn an der Alten Straße nordöstlich der Gemeinde Weißenborn nördlich der Straße kurz vor der südlich befindlichen Kläranlage der Gemeinde Tautenhain.

## Geschichte
Seit 1196 gibt es eine urkundliche Erwähnung An der Glashütte für die in der Flur Weißenborn liegende Forstabteilung 156. 1925 fanden Forscher bei Grabungen zwanzig kleinere Hügel von 8 × 12 Meter Durchmesser. Der Erfolg war ein Pechofen. Oberflächenfunde weisen aber Glasreste und Hafenbruchstücke nach. Die Keramikfunde stammen aus dem 12. bis 17. Jahrhundert, die auf den Standort der Glashütte deuten.